# Jill Lindgren
Jill Ester Elisabeth Lindgren, född 7 april 1944 i Bromma församling i Stockholms stad, död 5 maj 1989 i Västerleds församling i Stockholm, var en svensk politiker (miljöpartist) och riksdagsledamot (plats 26 i kammaren).
Lindgren blev gymnasieekonom vid Frans Schartaus Handelsinstitut i Stockholm 1969, studerade vid vuxengymnasium 1970–1973 och tog kurser i engelska, kulturgeografi och etnologi vid Stockholms universitet. Hon arbetade som sekreterare 1962–1965, product manager secretary i England 1965–1968 och sekreterare igen 1968–1980.
Lindgren var politisk sekreterare i Stockholmspartiet 1980–1985. Hon blev ledamot i Miljöpartiets förvaltningsutskott 1981, suppleant i tidningsutskottet 1982, ledamot i politiska utskottet 1983 och ledamot i internationella utskottet. Hon blev ledamot i partiets ledningsgrupp 1984, regionombud 1985, politisk sekreterare i Miljöpartiet i Järfälla kommun 1988 och informationssekreterare för Miljöpartiet samma år. Lindgren valdes in i riksdagen 1988, men avled redan 1989. Hon var ledamot i bostadsutskottet 1988–1989 och suppleant i utrikesutskottet under samma period.
Hon engagerade sig mot kärnkraften, som vice ordförande i Folkkampanjen mot kärnkraft-kärnvapen 1987–1988 och generalsekreterare för konferensen "Kärnkraft–kärnvapen" 1987.